# Stef Dusseldorp

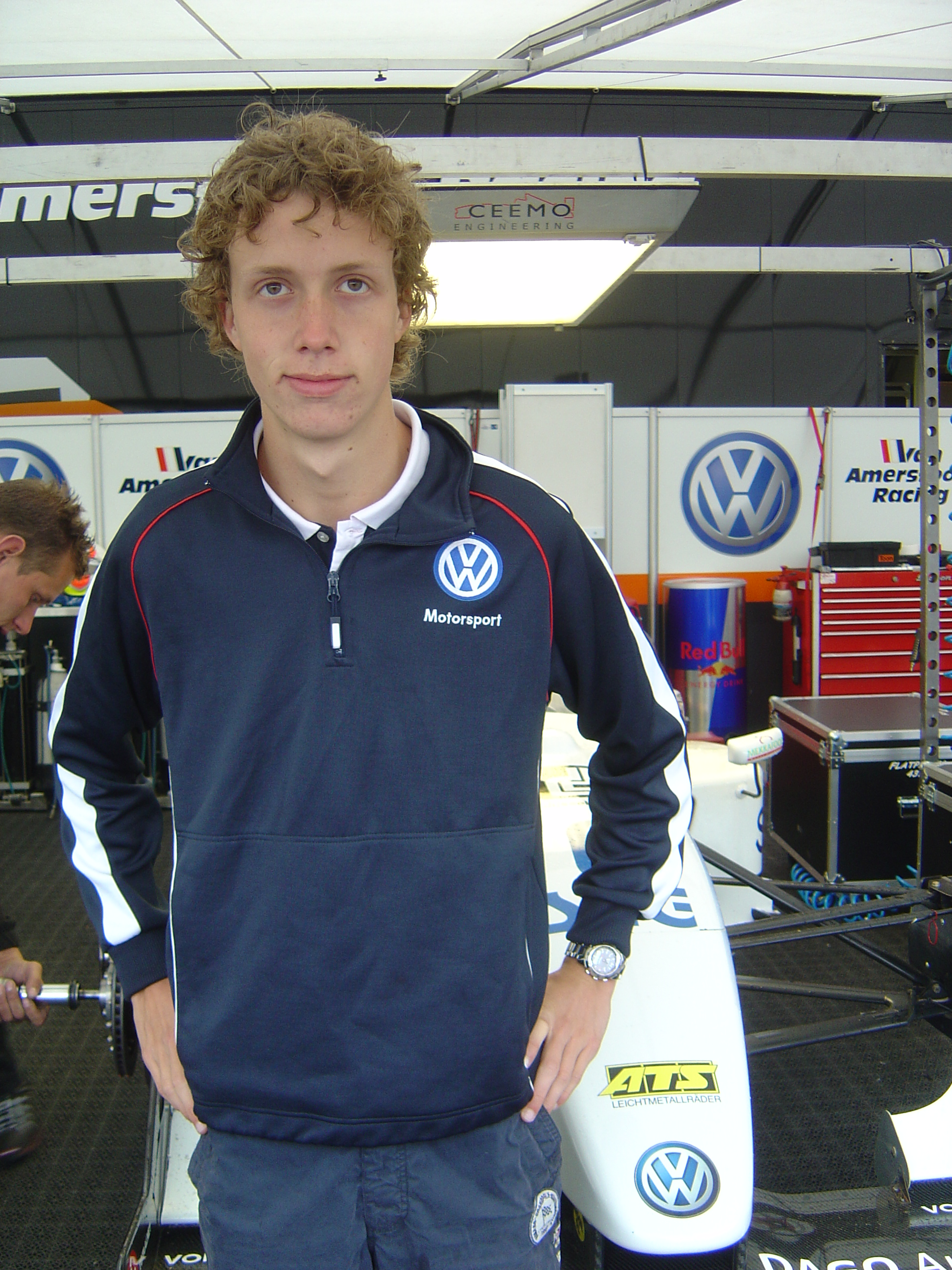
Stef Dusseldorp (2009)

Stef Dusseldorp (* 27. September 1989 in Winterswijk) ist ein niederländischer Automobilrennfahrer. Er startete 2011 und 2012 in der FIA-GT1-Weltmeisterschaft.

## Karriere
Dusseldorp begann seine Motorsportkarriere im Alter von sieben Jahren im Kartsport und blieb bis 2006 in dieser Sportart aktiv. 2007 wechselte er in den Formelsport zu Van Amersfoort Racing und wurde 13. in der nordeuropäischen Formel Renault. 2008 blieb er in der nordeuropäischen Formel Renault und verbesserte sich mit einem Sieg auf den fünften Gesamtrang. Außerdem wurde er Zehnter in der Fahrerwertung der italienischen Formel Renault.
2009 wechselte Dusseldorp in den deutschen Formel-3-Cup, in dem er auch für Van Amersfoort Racing antrat. Er gewann zwei Rennen und stand bei weiteren neun auf dem Podest. Am Saisonende wurde er hinter seinem Teamkollegen Laurens Vanthoor, der dominierend die Meisterschaft für sich entschied, Zweiter in der Fahrerwertung. 2010 bestritt Dusseldorp für Van Amersfoort Racing seine zweite Saison im deutschen Formel-3-Cup. Es gelang ihm nicht an den Erfolg aus dem Vorjahr anzuknüpfen und er beendete die Saison mit zwei Siegen hinter seinem Teamkollegen Daniel Abt auf dem vierten Gesamtrang.
2011 wechselte Dusseldorp in den GT-Sport. Für Hexis startete er in einem Aston Martin DBR9 in der FIA-GT1-Weltmeisterschaft. Zusammen mit seinem Teamkollegen Clivio Piccione gewann er bereits das zweite Rennen. Die Saison schlossen die beiden mit insgesamt vier Podest-Platzierungen auf dem siebten Platz in der Weltmeisterschaft ab. Darüber hinaus ging Dusseldorp 2011 bei zwei Rennen der Blancpain Endurance Series an den Start. Dabei erreichte er den 23. Rang im GT3 Pro Cup. 2012 blieb Dusseldorp bei Hexis, das ab dieser Saison mit McLaren zusammenarbeitet, in der FIA-GT1-Weltmeisterschaft. Frédéric Makowiecki ist sein Teamkollege.

## Statistik

### Karrierestationen
| - 1997–2006: Kartsport - 2007: Nordeuropäische Formel Renault (Platz 13) - 2008: Nordeuropäische Formel Renault (Platz 5) | - 2008: Italienische Formel Renault (Platz 10) - 2009: Deutscher Formel-3-Cup (Platz 2) - 2010: Deutscher Formel-3-Cup (Platz 4) | - 2011: FIA-GT1-Weltmeisterschaft (Platz 7) - 2011: Blancpain Endurance Series, GT3 Pro Cup (Platz 23) - 2012: FIA-GT1-Weltmeisterschaft |